# JavaBeans
A JavaBeans egy újrafelhasználható, állapotot reprezentálni képes, átvitelt is segítő Java tervezési minta. A JavaBeans specifikációt a Sun dolgozta ki, eredetileg GUI komponensek adatreprezentációjához.

## JavaBeans specifikáció
A specifikáció alapját a bean komponensek képezik. A bean egy egyszerű Java osztály (POJO), készítésekor azonban be kell tartani bizonyos konvenciókat. Ezek a következők:
1. Szerializálható, tehát implementálja Serializable interfészt
2. Van publikus, paraméter nélküli konstruktora
3. A tulajdonságokhoz való hozzáférést getter-ek és setter-ek segítségével teszi lehetővé

A konvenció betartása azért is fontos, mert így a bean-ek használatára, feldolgozására különböző automatizmusokat lehet használni (pl. a reflection API segítségével).

## Példakód
```
public
 
AppleBean
 
implements
 
Serializable
 
{

  
private
 
String
 
colour
;

  
private
 
String
 
type
;
 

  
private
 
String
 
state
;

  
/** paraméter nélküli konstruktor */

  
public
 
AppleBean
()
 
{

  
}

  
public
 
String
 
getColour
(){

    
return
 
this
.
colour
;

  
}

  
public
 
String
 
getType
(){

    
return
 
this
.
type
;

  
}

  
public
 
String
 
getState
(){

    
return
 
this
.
state
;

  
}

  
public
 
void
 
setColour
(
String
 
colour
){

    
this
.
colour
 
=
 
colour
;

  
}

  
public
 
void
 
setType
(
String
 
type
){

    
this
.
type
 
=
 
type
;

  
}

  
public
 
void
 
setState
(
String
 
state
){

    
this
.
state
 
=
 
state
;

  
}

}

```

## Enterprise JavaBeans
A JavaBeans inspirálta az Enterprise JavaBeans (EJB) specifikációt, amely elosztott rendszerek adatreprezentációját valósítja meg. 
Az EJB-k közül az entitás-beanek, azaz a CMP-k ill. a BMP-k vették át ezt a filozófiát.